# Mikroregion Alto Paraguai

Mikroregion Alto Paraguai

Mikroregion Alto Paraguai – mikroregion w brazylijskim stanie Mato Grosso należący do mezoregionu Centro-Sul Mato-Grossense.

## Gminy
- Alto Paraguai
- Arenápolis
- Nortelândia
- Nova Marilândia
- Santo Afonso